# Гражданка (муниципальный округ)

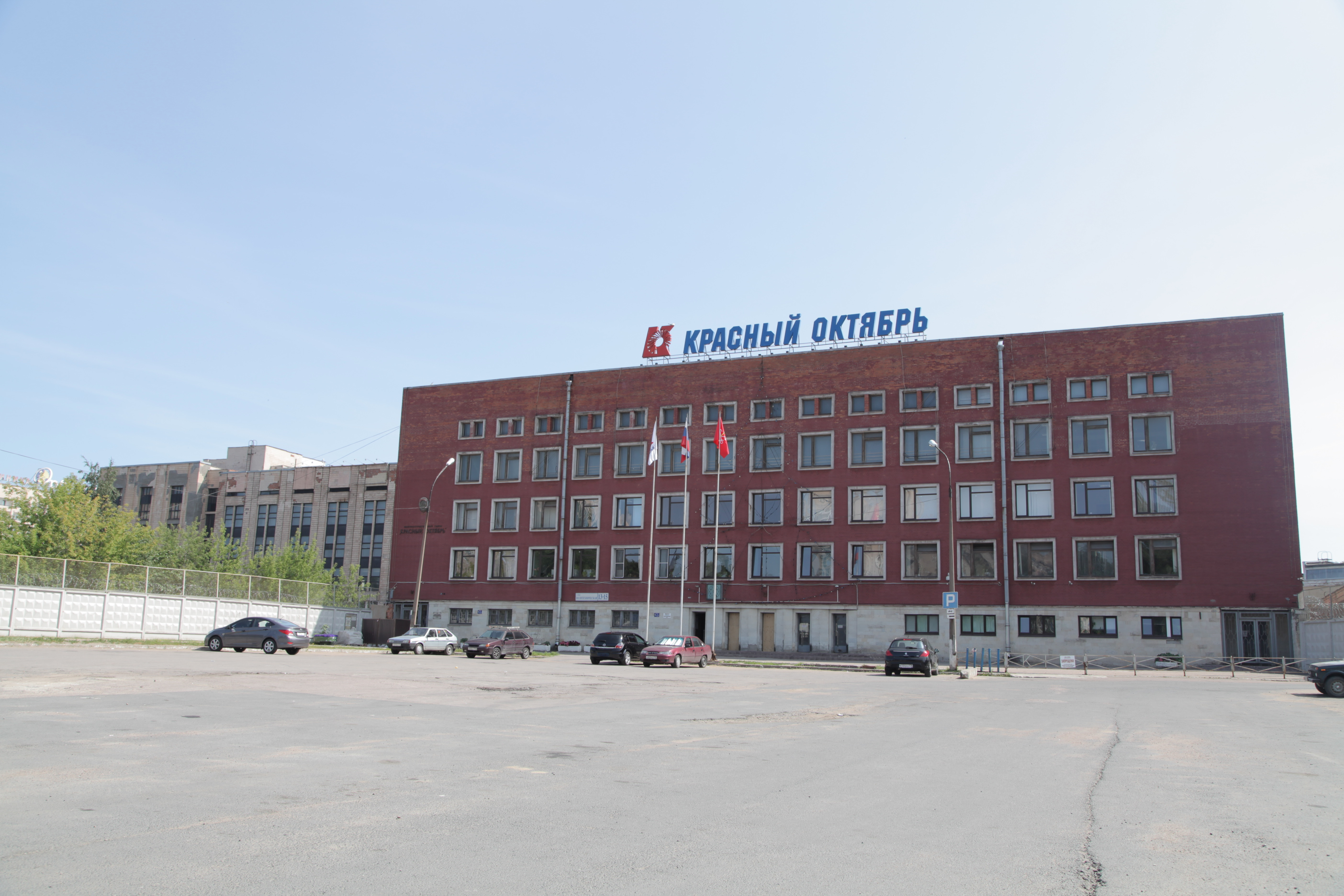
Красный октябрь

Муниципа́льный о́круг Гражда́нка — муниципальный округ № 18 в составе Калининского района Санкт-Петербурга.

## Происхождение названия
Округ получил своё название от исторического района Гражданка, в границах которого он располагается. Район, в свою очередь, получил название от одноимённой деревни (первоначально Горожанка), основанной в конце XVIII века графом А. Р. Воронцовым.

## Границы округа
Граница округа проходит от ул. Бутлерова по оси пр. Непокорённых до оси Гражданского пр., далее по оси Гражданского пр. до Новороссийской ул., далее по оси Новороссийской ул. до ул. Политехнической, далее по оси ул. Политехнической до пр. Непокорённых, далее по оси пр. Непокорённых до Гжатской ул., далее по оси Гжатской ул. до ул. Гидротехников, далее по оси ул. Гидротехников до Гражданского пр., далее по оси Гражданского пр. до пр. Науки, далее по оси пр. Науки до ул. Софьи Ковалевской, далее по оси ул. Софьи Ковалевской до русла Муринского ручья, далее по руслу Муринского ручья до продолжения ул. Карпинского, далее по оси ул. Карпинского до ул. Верности, далее по оси ул. Верности до ул. Бутлерова и по оси ул. Бутлерова до пр. Непокорённых.

## Население
| 2002    | 2010    | 2012    | 2013    | 2014    | 2015    | 2016    | 2017    | 2018    |
| ------- | ------- | ------- | ------- | ------- | ------- | ------- | ------- | ------- |
| 74 009  | ↘71 128 | ↗72 006 | ↗72 591 | ↗73 300 | ↗73 794 | ↗75 437 | ↗76 034 | ↗76 338 |
| 2019    | 2020    | 2021    | 2023    | 2024    | 2025    |         |         |         |
| ↘75 558 | ↘74 807 | ↘70 082 | ↘68 562 | ↘67 654 | ↗67 736 |         |         |         |

## Муниципальный совет
Муниципальный совет округа состоит из 20 депутатов, избираемых по 4 многомандатным избирательным округам. Возглавляет Муниципальный совет председатель, избираемый большинством голосов от числа избранных депутатов на первом заседании Муниципального совета. Муниципальный совет Муниципального округа Гражданка расположен по адресу: 195256, г. Санкт-Петербург, пр. Науки, д. 41. По состоянию на октябрь 2024 года последние выборы в муниципальный совет прошли 8 сентября 2024 года.